# أسينوس جبلي
أسينوس جبلي أو ندغ ألبي (الاسم العلمي Acinos alpinus)، نبات بري عشبي من فصيلة الشفويات. خصائصه هاضمة، مضادة للتقيؤ
والتشنج، مطهرة عامة، منشطة فكرية وللغدد القشرية الكُظْرِيَّة، مُقمشعة للبرونشيت، ناعظة.

## المنافع الطبية
تُستعمل في كسل الهضم والإسهال وطفيليات الأمعاء، البرونشيت والربو والقروح والقرحات.
نُقاعته المركزة المغلية تُغسل بها القروح والجروح. كذلك يُستعمل على شكل مُستخلص مائع،
زيت دهني. نبيذ لشطف الفم.